# Sagrado Corazón (Santurce)
|                                                  |                                                         |
| Coordenadas                                      | 18°26′31″N 66°3′34″O / 18.44194, -66.05944              |
| Entidad • País • Territorio • Municipio • Barrio | Sub-barrio Estados Unidos Puerto Rico San Juan Santurce |
| Superficie                                       | 0,35 km² (0,13 mi²)                                     |
| Población • Densidad poblacional                 | 1.646 (2000) 4.764,5 km² (12.340,0 mi²)                 |

Sagrado Corazón es uno de los cuarenta “sub-barrios” del barrio Santurce en el municipio de San Juan, Puerto Rico. De acuerdo al censo del año 2000, este sector contaba con 1.646 habitantes y una superficie de 0,35 km².